# Rádio Difusora (Maceió)
A Rádio Difusora de Alagoas é uma emissora da cidade de Maceió, em Alagoas. Opera no FM pela frequência 93,7 MHz (oriunda da migração do AM 960 kHz). É a rádio mais antiga de Alagoas.

## História

### Conheça a Rádio Difusora
Precursora do rádio alagoano e com uma trajetória de mais de meio século, a Rádio Difusora de Alagoas, hoje integrante do Instituto Zumbi dos Palmares (IZP), é tida como exemplo de comunicação pública de qualidade.
Em maio de 1948, atendendo a uma cobrança do seu irmão, o senador e general Pedro Aurélio de Góes Monteiro, o governador de Alagoas, Silvestre Péricles, resolveu montar uma rádio em Alagoas. Mário Marroquim e Góes Ribeiro receberam a incumbência de realizar o projeto.
Como estava encontrando muitos obstáculos legais para viabilizar a rádio, Silvestre Péricles resolveu atropelar os impedimentos usando outros recursos. Mobilizou a Polícia para que trouxesse os bicheiros de Alagoas até ele. O principal bicheiro de Alagoas nesta época era Hegessipo Caldas.
Lotou a sala de despachos do Palácio dos Martírios de contraventores e falou para eles: “Preciso instalar uma emissora de rádio em Alagoas, mas os filhos da p*** dos deputados estão me negando os recursos. Por isso, preciso que vocês metam a mão no bolso e arranjem a bufunfa”. Para legalizar a situação da emissora, Silvestre Péricles enviou mensagem à Assembleia, que começou a analisar o pedido e solicitou do governador informações, principalmente sobre a origem dos recursos que foram utilizados para a compra dos equipamentos.
Foi nessa ação fiscalizadora do legislativo que o deputado Lourival de Mello Motta se destacou ao denunciar que a rádio foi montada para ser utilizada “como arma das mais ignóbeis de veiculação de propaganda insultuosa e infamante contra os adversários do governo“.
Esta situação irregular somente foi resolvida cinco anos depois, no governo de Arnon de Mello, através da Lei nº 1.708, de 31 de julho de 1953, que oficializou a Rádio Difusora como autarquia estadual. Operava, então, com um transmissor Philips de 10 Kw e com prefixo ZYO-4.
Inaugurada em 16 de setembro de 1948 pelo então governador Silvestre Péricles, a Rádio Difusora funcionava em um prédio da Rua Pedro Monteiro, 108, antigo Jardim Infantil Ismar de Góes Monteiro, construção que atualmente abriga o Cenarte da Secretaria de Cultura. Ficou conhecida com a Caçula das Américas.
No dia da inauguração, dois cantores famosos participaram da festa: Cauby Peixoto e Paulo Molin. O locutor que primeiro falou na Rádio Difusora foi Jorge Sá. No mesmo dia, as vozes de Odete Pacheco, Jesualdo Ribeiro e Aldemar Paiva também foram ao ar. Pouco tempo depois, foi ao ar a primeira radionovela da emissora pioneira. Os atores de Pequetita foram selecionados entre os amadores do teatro alagoano.
Em 1952, o diretor artístico da Difusora era Miguel Correia de Oliveira, que também apresentava na rádio o programa “Alvorada Musical“.
A Rádio Difusora AM 960 está a seis décadas testemunhando os principais fatos históricos de Alagoas, do Brasil e do mundo. Por seus microfones já passaram grandes jornalistas, locutores e artistas que marcaram gerações. No jornalismo, destacam-se os Programas “Espaço Livre” e o “Difusora Agora”. Desde 2008, a programação é transmitida 24h no ar.

### Revista "Radioativa: Difusora 60 anos"
A Revista Radioativa tem pesquisa e edição do jornalista e historiador João Marcos Carvalho, fazendo um mergulho nas seis décadas de existência da "Caçulinha das Américas", inaugurada em 1948 durante o governo Silvestre Péricles de Góis Monteiro.
O trabalho tem por base vasto material de pesquisa, como livros sobre a história do rádio em Alagoas de autoria do ex-radialista Cláudio Alencar, jornais de época da hemeroteca do Instituto Histórico e Geográfico de Alagoas, além de dezenas de depoimentos de jornalistas e radialistas veteranos e da ativa, somado a informações preciosas relatadas por radioatores, radioatrizes, cantores, músicos e instrumentistas que fizeram parte do famoso "cast" da época de ouro da Difusora. Enfim, a revista traça um amplo painel das várias fases da emissora oficial do Estado.
"Este trabalho pretende contribuir para que a atual e as futuras gerações possam ter uma ampla fonte de pesquisas sobre a emissora que deu início a era do rádio em Alagoas", afirma João Marcos. "Acho que nessas 40 páginas conseguimos retratar, com a maior fidelidade possível, as etapas pelas quais a emissora passou nestas seis décadas", diz.
Logo nas primeiras páginas o jornalista descreve, sem retoques, como a emissora surgiu. Segundo ele, em março de 1948, o governador Silvestre Péricles (1896-1972), participou, no Rio de Janeiro, então capital da República, de uma reunião com seu irmão Pedro Aurélio, na época senador por Alagoas e influente militar brasileiro. O general teria dito ao irmão governador que ele (Silvestre) precisava se defender das acusações que a oposição lhe fazia pela imprensa, e que para isso precisava de uma emissora de rádio, argumentando ainda que Alagoas era o único Estado brasileiro que ainda não tinha uma estação radiofônica.
Ao retornar à Maceió, lembra o pesquisador, Silvestre tentou viabilizar junto à Assembleia Legislativa e Câmara Federal a verba necessária para implantação da rádio. E que sem maioria nas duas casas legislativas e paciência para esperar as costuras políticas para fechar o negócio, recorreu a um expediente nada ortodoxo: o jogo do bicho, como forma de viabilizar recursos para implantação do projeto.
Ele lembra que às 19h30 do dia 16 de setembro de 1948, um grande público se comprimiu no prédio da Escola Infantil da rua Pedro Monteiro, 108, para ver Silvestre, de terno branco e cigarro no canto da boca, dizer: "Não somos mais a zona de silêncio do Brasil. Está inaugurada a Rádio Difusora de Alagoas".
E que de lá para cá a Difusora sofreu altos e baixos, experimentando, entre 1948 e 1960, sua época de ouro, ao produzir dezenas de novelas, radioteatros, programas de humor, de variedades e de calouros que lotavam seu auditório.
"Havia um elenco de atrizes e atores, cantores, músicos e um time de respeitados apresentadores e locutores que recebiam do público o mesmo tratamento dispensado hoje aos mais famosos ídolos da TV", destaca.
Odete Pacheco, Sílvia Lorene, Cavalcanti Barros, Luiz Tojal, Cláudio Alencar, Aldemar Paiva, Coronel Grozela, Sabino Romariz, Lima Filho, Josualdo Ribeiro, Sandoval Caju, Haroldo Miranda, Floracy Cavalcante e Edécio Lopes são algumas das dezenas de personalidades radiofônicas retratadas na revista.
"Procuramos pesquisar com profundidade para não deixar ninguém de fora. Afinal, são 60 anos", observa o jornalista, lembrando que o advento da Difusora, em 1948, abriu as portas para que a classe artística alagoana saísse do anonimato.
"Muito do que se vê hoje nos humorísticos de TV, por exemplo, nasceu aqui na Difusora. A primeira 'escolinha' do Brasil foi a de Dona Pinónia, produzida por alagoanos e exportada para o resto do país", lembra.
A partir de 1960, quando Alagoas começou a captar as primeiras imagens de TV vindas do Recife, os programas de auditório da Difusora foram gradativamente saindo da programação, assim com as radionovelas e os humorísticos. Para preencher o vazio, alguns diretores investiram no jornalismo e no esporte, "o que fez com que a emissora resistisse a diversas crises durante governos descomprometidos com a comunicação pública que a levaram ao sucateamento e a inanição financeira", enfatiza o jornalista.

## Equipe Esportiva (SELEÇÃO DO POVO)[2]

### Narradores
- Antônio Oliveira
- Edivaldo Alves

### Comentaristas
- José Soareste
- Carlos Madeiro

### Repórteres
- Costa Cabral
- Carlos Pereira
- Júnior Tenório
- Paulo Lira
- Milena Alves

### Plantão
- Paulinho Guedes
- Kaká Villa Verde

### Coordenação
- Jorge Henrique